# ناثان باسيت
ناثان باسيت (بالإنجليزية: Nathan Bassett)‏ هو لاعب كرة قدم أسترالية أسترالي، ولد في 7 ديسمبر 1976 في أديلايد في أستراليا.

## وصلات خارجية
- ناثان باسيت على موقع AustralianFootball.com (الإنجليزية)
- ناثان باسيت على موقع AFLtables.com (الإنجليزية)